# Crown Macau
Crown Macau appelé aussi Park Hyatt Macau ou Altira Macau est un gratte-ciel de 160 mètres de hauteur et de 32 étages, construit à Macao de 2005 à 2007. Il comprend 216 chambres d'hôtel et un casino.
À sa construction le Crown Macau était l'un des plus hauts gratte-ciel de Macao.